# (38481) 1999 TX99
1999 TX99 (asteroide 38481) é um asteroide da cintura principal. Possui uma excentricidade de 0.26601250 e uma inclinação de 12.61387º.
Este asteroide foi descoberto no dia 2 de outubro de 1999 por LINEAR em Socorro.